# Сойер, Дэниел

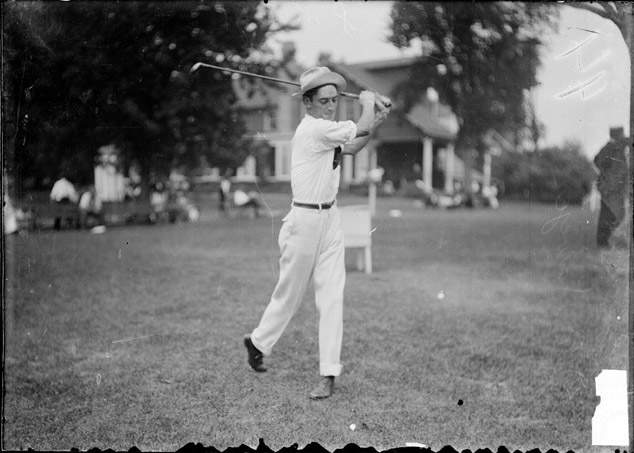
Даниэль Сойер во время игры в гольф.

Дэниел Эдвард «Нед» Сойер (англ. Daniel Edward "Ned" Sawyer; 20 июня 1882, Пайн-Айленд, Миннесота — 5 июля 1937, Кларендон-Хилс, Иллинойс) — американский гольфист, чемпион летних Олимпийских игр 1904.
На Играх 1904 в Сент-Луисе участвовал в двух турнирах. В командном он занял второе место, и в итоге его команда стала первой и выиграла золотые награды. В одиночном разряде он занял 9-е место в квалификации, и пройдя в плей-офф остановился на четвертьфинале.